# 카슈카이어
카슈카이어(Qaşqaycə/Qaşqay dili)는 투르크어족에 속한 언어로 이란의 파르스 주의 카슈카이족들이 사용하는 언어이다. 카슈카이어는 아제르바이잔어에 가깝고 아제르바이잔어의 방언이라고도 불린다. 아제르바이잔어와는 다르게 아랍 문자를 사용하고 거의 대부분의 카슈카이족들이 페르시아어를 사용한다.